# 定王台街道
定王台街道是中华人民共和国湖南省长沙市芙蓉区下辖的一个街道。

## 行政区划
定王台街道下辖以下村级行政区划单位：
宝南街社区、浏正街社区、藩后街社区、丰泉古井社区、化龙池社区、黄泥街社区、走马楼社区、马王街社区、金沙里社区。